# إميل برافو
إميل برافو (بالفرنسية: Émile Bravo)‏ هو فنان قصص مصورة ورسام توضيحي فرنسي، ولد في 18 سبتمبر 1964 في باريس في فرنسا.